# Маунт Хоуп (Западна Вирџинија)
Маунт Хоуп (енгл. Mount Hope) град је у америчкој савезној држави Западна Вирџинија.

## Демографија
По попису из 2010. године број становника је 1.414, што је 73 (-4,9%) становника мање него 2000. године.
| Група             | 2000.         | 2010.         |
| Белци             | 1.084 (72,9%) | 1.085 (76,7%) |
| Афроамериканци    | 332 (22,3%)   | 255 (18,0%)   |
| Азијати           | 1 (0,1%)      | 6 (0,4%)      |
| Хиспаноамериканци | 21 (1,4%)     | 23 (1,6%)     |
| Укупно            | 1.487         | 1.414         |